# Печера Триглазка

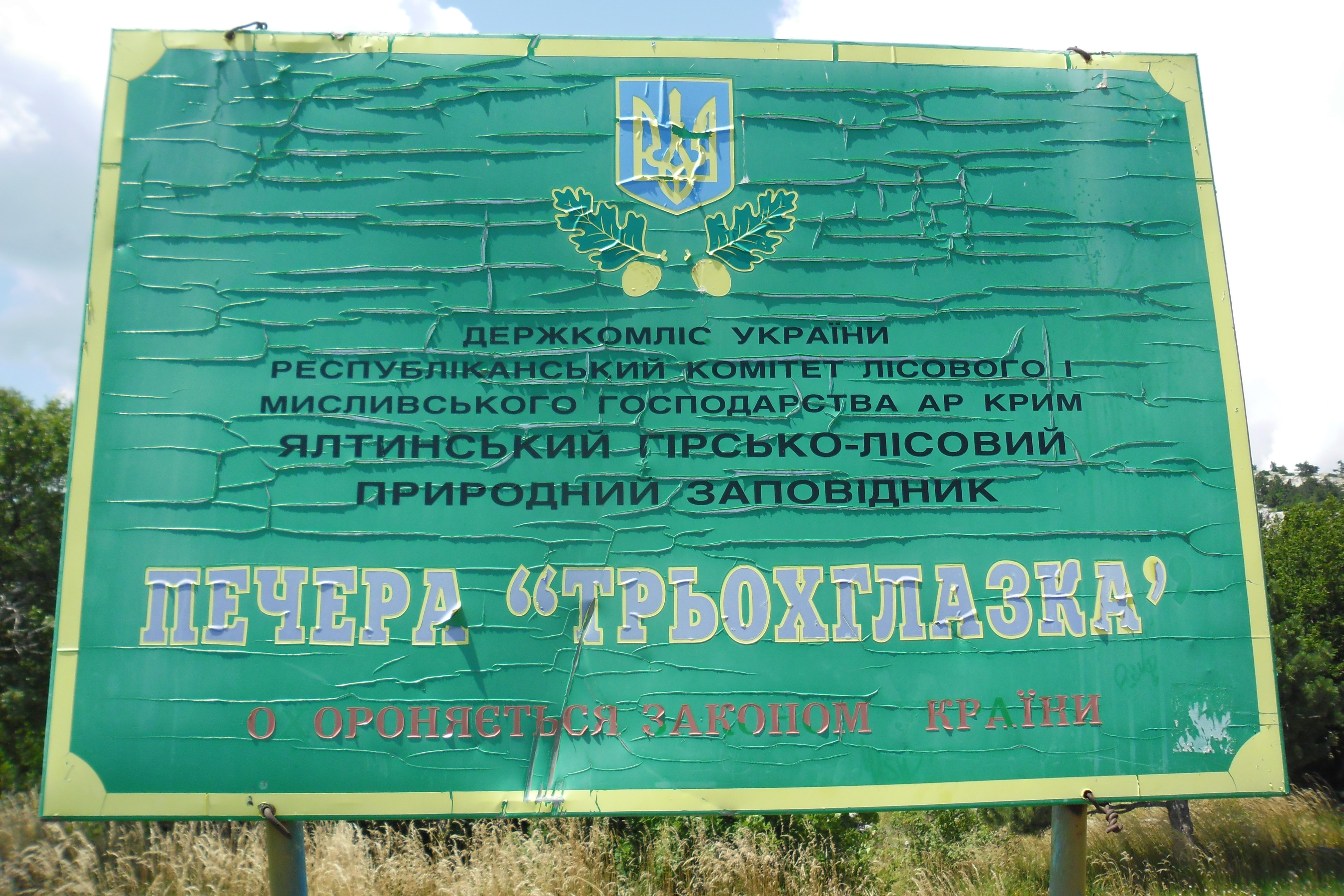

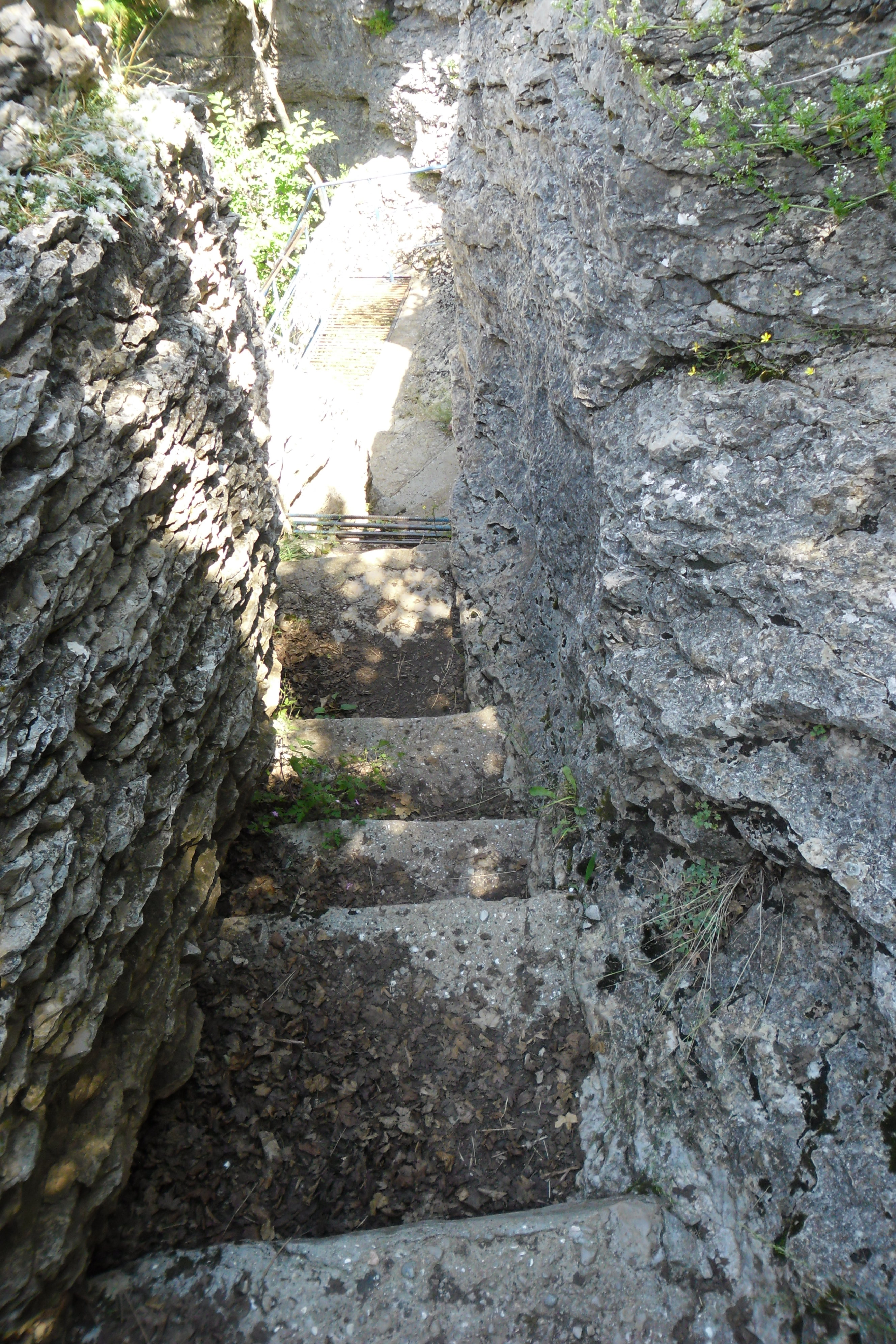
Вхід до печери Триглазка. 2014 р.

Печера Триглазка — крижана печера в Криму, на плато Ай-Петрі, Україна.
Триглазка — печера з трьома провалами-«очницями», обладнаними входом і спуском по сходах у величезний карстовий зал. Вхід в печеру Триглазка знаходиться приблизно в 700 метрах від верхньої станції канатної дороги на Ай-Петрі.
Температура повітря в печері практично цілий рік близька до нуля. Підлога печери Триглазка являє собою кілька метрів льоду.
На самому дні, посередині цієї крижаної печери — великий конусоподібний замет зі снігу, який не тане до середини літа.

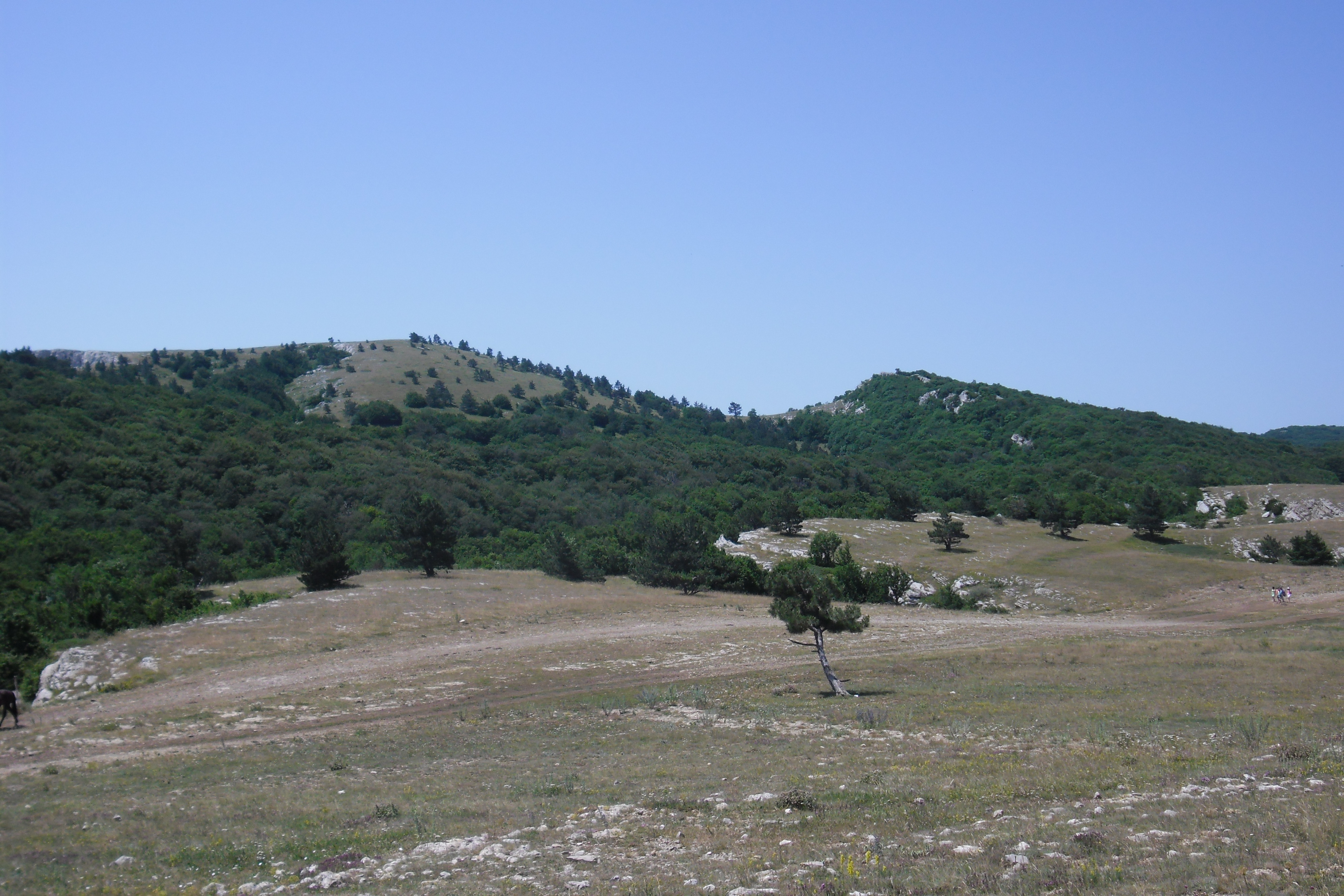
Район печер Геофізична і Триглазка

Про печеру Триглазка люди знали дуже давно. Давні мисливці Криму, вирушаючи на полювання, саме тут зберігали свою здобич. Через центральну «очну ямку», на мотузках вони опускали в підземне крижане царство вбиту здобич. При необхідності провізію підіймали, брали, скільки потрібно, і потім знову опускали туди. Тобто печеру в сиву давнину використовували як природний холодильник. Відомо, що граф Воронцов використовував лід цієї печери Криму для охолодження продуктів, напоїв та вин. Лід пиляли, складали у величезні бадді, і доставляли вниз по крутих і звивистих гірських дорогах Криму в маєтку графа та інших знатних і багатих людей.